# 鎮魂の碑 (日本プロ野球)
『鎮魂の碑』（ちんこんのひ）は、東京都文京区後楽の東京ドーム敷地内にある石碑。太平洋戦争などで戦死したプロ野球選手の功績を記念したものである。管理は野球殿堂博物館が行っている。

## 概要
太平洋戦争では当時20代から30代だった選手・指導者の多くが徴兵され、また戦死していった。後年のプロ野球繁栄の礎となった戦没野球選手の功績を称えるため、1981年に当時の後楽園球場脇敷地内（当時の野球体育博物館横）に碑が建立された。
碑は2枚ある。1枚目には戦死した選手の氏名が、2枚目には遺族を代表して特攻隊員として戦死した石丸進一の実兄・藤吉による追悼文や当時セントラル・リーグ会長だった鈴木龍二による「建立趣旨文」が刻まれている。
1988年、東京ドーム建設に伴い現在の場所（21番ゲート前）に移設された。
2005年11月には、中等野球、大学野球、社会人野球に在籍し（プロ経験者を除くが、鎮魂の碑から漏れた選手4名は記載）、戦火に散った選手を対象にした「戦没野球人モニュメント」が製作され、野球殿堂博物館の殿堂コーナー入り口に設置されている。2015年には前述の4名を含む5名が戦没野球人モニュメントから鎮魂の碑へ移された。
2021年4月3日に3名が新たに追加された。2023年現在76名の名前が刻まれている。

## 碑に刻まれた戦没者
★は野球殿堂入りしている人物。
- 青柴憲一（巨人）
- 青木勤（阪急）
- 天川清三郎（南海）
- 荒木政公（阪急）
- 池田久之（阪急）
- 石井豊（大洋軍）
- 石丸進一（名古屋） - 海軍少尉（海軍予備員）で神風特攻隊として戦死、任海軍大尉。
- 伊藤健太郎（巨人）
- 伊東甚吉（阪急）
- 上田正（阪神）
- 遠藤忠二郎（セネタース）
- 太田健一（黒鷲）
- 大原敏夫（阪急）
- 大宮清（金鯱）
- 岡田福吉（大和）
- 岡田宗芳（阪神）
- 小川年安（タイガース）
- 小野寺洋（黒鷲）
- 織辺由三（大洋軍)
- 戒能朶一（名古屋）
- 景浦將（阪神）★
- 加藤信夫（タイガース）
- 川村徳久（阪急）
- 北原昇（南海）
- 鬼頭数雄（南海）
- 木村孝平（大和）
- 国久松一（南海）
- 倉信雄（巨人）
- 桑島甫（阪急）
- 後藤正（名古屋）
- 小林公平（朝日）[1]
- 沢村栄治（巨人）★ - 陸軍伍長で戦死
- 三田政夫（巨人）
- 柴田多摩男（金鯱）[1]
- 島本義文（阪急）
- 白木一二（名古屋）
- 新富卯三郎（阪急）
- 杉山東洋生（大和）
- 高野百介（南海）
- 田中雅治（朝日）
- 田部武雄（巨人）★
- 辻源兵衛（阪神）
- 寺内一隆（イーグルス）
- 永井武雄（大東京）
- 中尾長（セネタース）
- 中河美芳（黒鷲）★
- 中村三郎（名古屋）
- 中村政美（巨人）
- 納家米吉（南海）
- 西村幸生（タイガース）★
- 野口昇（阪神）
- 林安夫（朝日）
- 原一朗（ライオン）
- 平林栄治（阪神）
- 広瀬習一（巨人）
- 福士勇（朝日）
- 藤野文三郎（イーグルス）[1]
- 伏見五郎（イーグルス）
- 前川正義（阪神）
- 前田喜代士（名古屋）
- 政野岩夫（近畿）
- 増田敏（南海）
- 松下繁二（阪神）
- 松本利一（阪急）
- 宮口美吉（南海）
- 三輪八郎（阪神）
- 村上重夫（朝日）
- 村瀬一三（阪神）
- 村松長太郎（大洋軍)
- 村松幸雄（名古屋）
- 森国五郎（阪神）
- 森田実（大洋軍）
- 八木進（近畿）
- 矢島粂安（大日本東京野球倶楽部）
- 吉原正喜（巨人）★
- 渡辺静（朝日）
- 渡辺敏夫（阪急）